# Edward Tingatinga
Edward Saidi Tingatinga (* 1932 in Ngapa, Tansania; † 17. Mai 1972) war ein tansanischer Maler und Namensgeber der Tingatinga-Kunstrichtung.

## Leben
Edward Tingatinga wurde in Ngapa im Distrikt Tunduru geboren, einem kleinen Dorf im Süden von Tansania nahe der Grenze zu Mosambik. Seine Mutter Agnes Binti Ntembo war Christin und stammte aus der Ethnie der Makua, sein Vater Saidi Tingatinga war Muslim von der Ethnie der Ngindo. Edward war das älteste von vier Kindern. Ohne schulische Ausbildung kam er nach kurzem Aufenthalt als Arbeiter auf eine Sisal-Plantage in Tanga nach Daressalam, wo er als Gärtner arbeitete. Dort sah er Künstler aus Zaire, die ihre Arbeiten am Straßenrand an Touristen verkauften und er begann Bilder auf Masonitplatten zu malen. Als Motive wählte er Tiere, Landschaften und das Dorfleben.
Im Jahr 1970 heiratete er Agatha Mataka. Neben seiner Malerei arbeitete er auch als Krankenpfleger im Muhimbili Krankenhaus. Er starb am 17. Mai 1972 durch eine verirrte Kugel eines Polizisten.

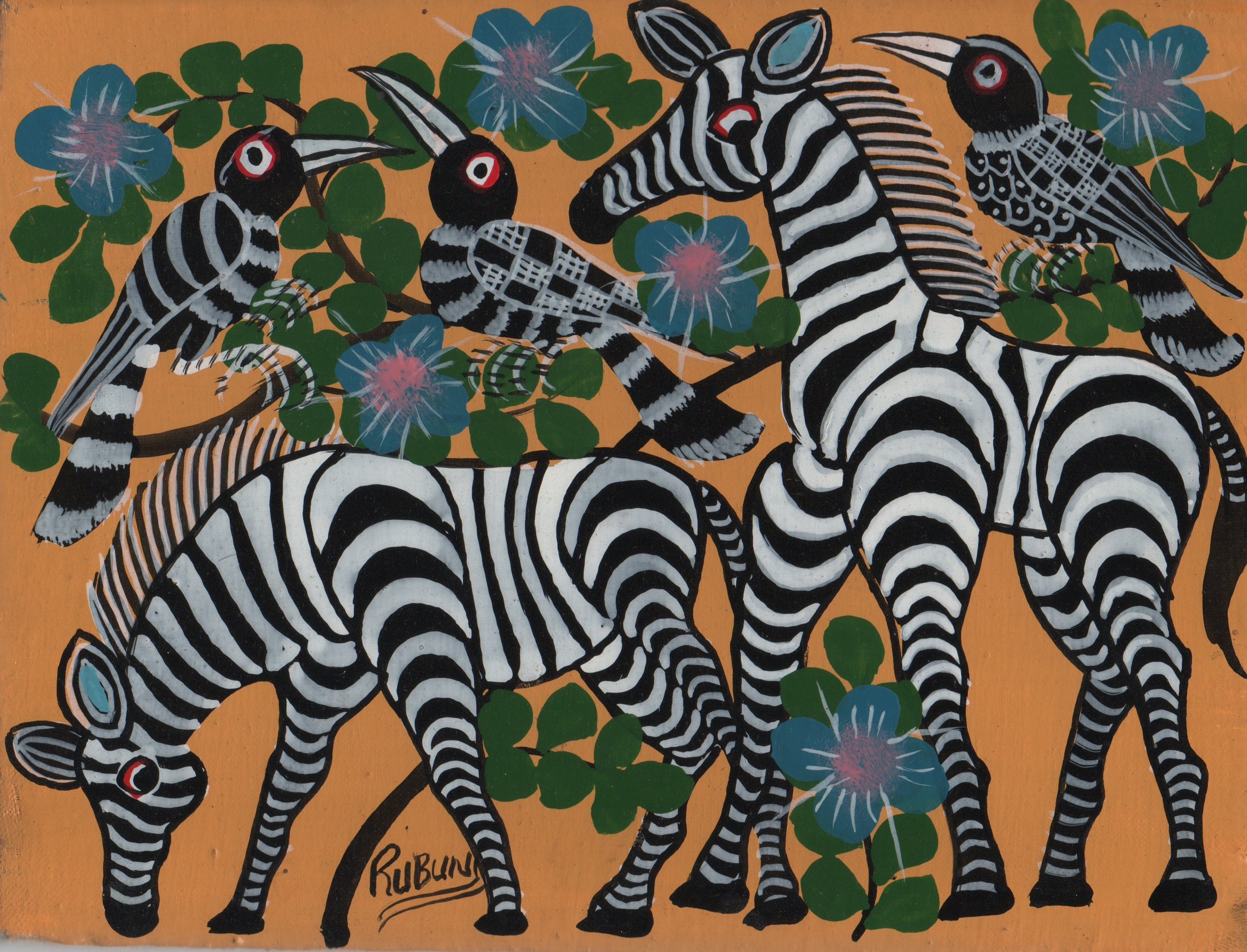
Bild im Tingatinga-Stil des Schülers Rubuni Rashid Said

## Zum Werk
Im Jahr 1971 stellte das National Arts Council seine Arbeiten auf einer internationalen Messe aus, dadurch wurden seine Arbeiten nach und nach auch außerhalb Daressalams bekannt. Die erste Ausstellung außerhalb Tansanias fand 1974 im Nationalmuseum in Kopenhagen statt.
Ausstellungen der Tingatinga-Schule (Auswahl):
- 1987: Tokio, Japan[5]
- 1990: Turku, Finnland[5]
- 1993: Paris, Frankreich[5]
- 1995: Schweizerisches Tropeninstitut, Basel, Schweiz[5]
- 1999: Galérie Echanges et Synergie, Brüssel, Belgien[5]
- 2002/2003: Linden-Museum Stuttgart, Deutschland[5]
- 2003: Peking, China[5]
- 2022: Fortuna Galerie, Wien[6]

## Schule des Tingatinga
Edward Tingatinga ist vermutlich der einzige Künstler, nach dem eine Kunstrichtung benannt wurde. Vor seinem Tod hatte er bereits begonnen, Schüler zu unterrichten. Diese arbeiteten in seinem  Stil weiter und gründeten 1990 die Tingatinga Arts Cooperative Society.